# Unione Sportiva Pro Victoria Pallavolo Monza
Unione Sportiva Pro Victoria Pallavolo Monza är en volleybollklubb från Monza, Italien. Klubben bildades 1981 och damlaget gjorde debut i serie A1 (högsta serien) 2016/2017. Det vann CEV Cup 2020–2021
Av sponsorsskäl har klubben genom åren använt namnen Pro Victoria Pallavolo (1981–2008) och Saugella Team Monza (2008–) vid marknadsföring av laget.